# Heliconius sourensis
Heliconius sourensis är en fjärilsart som beskrevs av Brown 1976. Heliconius sourensis ingår i släktet Heliconius och familjen praktfjärilar. Inga underarter finns listade i Catalogue of Life.